# Силицид неодима
Силицид неодима — бинарное неорганическое соединение
неодима и кремния
с формулой NdSi,
кристаллы.

## Получение
- Сплавление стехиометрических количеств чистых веществ:

{\displaystyle {\mathsf {Nd+Si\ {\xrightarrow {1680^{o}C}}\ NdSi}}}

## Физические свойства
Силицид неодима образует кристаллы
ромбической сингонии,
пространственная группа P nma,
параметры ячейки a = 0,8158 нм, b = 0,3918 нм, c = 0,5887 нм, Z = 4.